# Winibalda
Winibalda – imię żeńskie pochodzenia germańskiego, żeński odpowiednik imienia Winibald, Wunibald, Winebald, złożonego z członów wunne- (wünne, wunni, wunne) — "przyjaciel" i -bald — "mocny, odważny, zuchwały". Patronem tego imienia jest św. Wunibald z Heidenheim w Bawarii (VIII wiek), brat św. Wilibalda. 
Winibalda imieniny obchodzi 18 grudnia.